# Galaktisches Koordinatensystem

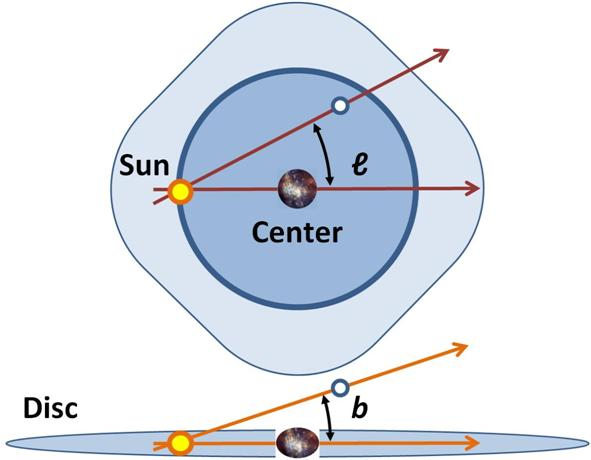
Das galaktische Koordinatensystem nutzt die Sonne als Ursprung. Die galaktische Breite ist der Winkel zwischen der galaktischen Ebene und dem Objekt. Die galaktische Länge wird in der galaktischen Ebene in Bezug zur Richtung Sonne – Galaktisches Zentrum gemessen.

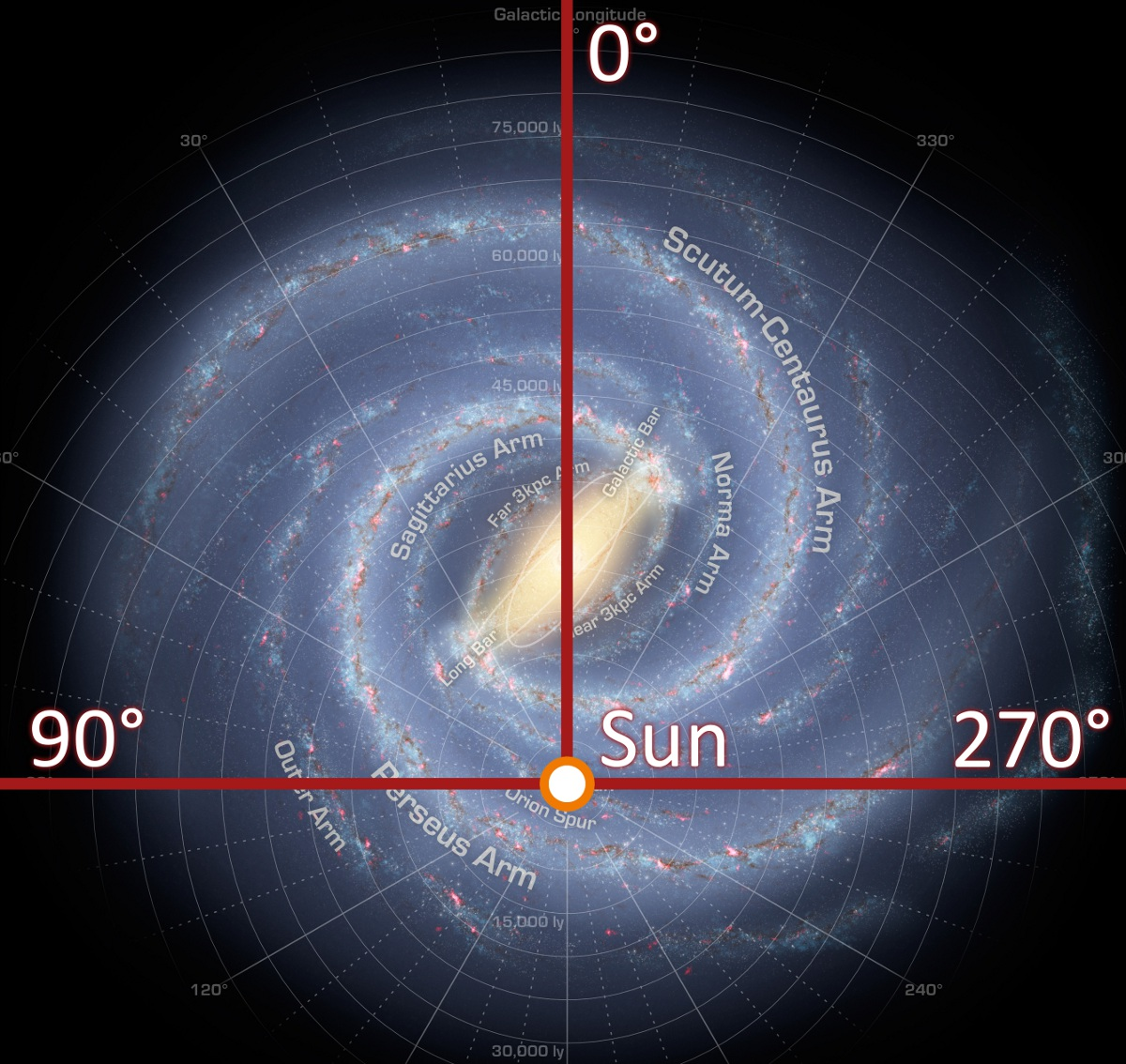
Längengrade des galaktischen Koordinatensystems

Das galaktische Koordinatensystem ist eines der astronomischen Koordinatensysteme, die in der sphärischen Astronomie verwendet werden. Es ist für die Untersuchung des Milchstraßensystems hilfreich.
Bezugsebene des galaktischen Koordinatensystems ist die Ebene der Milchstraße, die auch galaktische Ebene genannt wird. Nullpunkt ist aus praktischen Gründen nicht das galaktische Zentrum, sondern die Sonne, da bis heute alle astronomischen Beobachtungen vom Sonnensystem ausgehen.
- Die galaktische Länge {\displaystyle l} wird in der galaktischen Ebene entgegen dem Uhrzeigersinn gemessen (bei Blickrichtung aus galaktisch Nord), siehe auch galaktischer Quadrant.
- Die galaktische Breite {\displaystyle b} wird hierzu senkrecht gemessen, ausgehend vom galaktischen Zentrum nach (galaktisch) Norden positiv und nach Süden negativ.
- Dritte Raumkoordinate dieses sphärischen Koordinatensystems ist der Abstand des betrachteten Punktes von der Sonne in der Richtung, die durch Länge und Breite festgelegt ist.

Im Jahre 1958 wurden die heutigen galaktischen Koordinaten international eingeführt und mit den äquatorialen Koordinaten (bezogen auf die Bessel-Epoche B1950.0) wie folgt festgelegt:
- galaktischer Nordpol (+90° galaktische Breite): {\displaystyle \alpha =12\,\mathrm {h} \ 49\,\mathrm {min} } Rektaszension und {\displaystyle \delta =+27{,}40^{\circ }} Deklination (im Sternbild Haar der Berenike)
- galaktisches Zentrum (0° galaktische Breite, 0° galaktische Länge): {\displaystyle \alpha =17\,\mathrm {h} \ 42{,}4\,\mathrm {min} } und {\displaystyle \delta =-28{,}92^{\circ }} (im Sternbild Schütze)
- die galaktische Ebene ist um {\displaystyle 90^{\circ }-27{,}4^{\circ }=62{,}6^{\circ }} gegenüber dem Himmelsäquator geneigt.

Nach Festlegung des galaktischen Koordinatensystems hat sich herausgestellt, dass der „Nullmeridian“ der galaktischen Koordinaten das tatsächliche galaktische Zentrum am Ort der Radioquelle Sagittarius A* um etwa 0,07° verfehlt. Die 1958 eingeführten galaktischen Koordinaten werden dennoch weiter benutzt.